# أسيتات الكروم الثنائي
 خلات الكروم الثنائي أو أسيتات الكروم مركب كيميائي تساندي له الصيغة C8H16Cr2O10، والتي يمكن كتابتها على الشكل Cr2(CH3CO2)4(H2O)2، ويكون على شكل بلورات ذي لون أحمر آجري.

## الخواص
- ينحل خلات الكروم الثنائي في الماء البارد بصعوبة لكنه ينحل بشكل أكبر في الماء الساخن كما ينحل في الميثانول.
- يوجد على شكل لامائي وعلى شكل مائي (أحادي هيدرات) وهو مركب حساس للهواء حيث يتفكك بالتماس معه، لذلك يحفظ تحت جو من غاز خامل.

### البنية
يتألف جزيء Cr2(OAc)4(H2O)2 من ذرتي كروم وأربع ربيطات من الخلات في الكرة الداخلية للمعقد، وكذلك ربيطتي ماء في الكرة الخارجية للمعقد. يكون ترتيب الذرات على الشكل التالي: تحيط بكل ذرة كروم أربع ذرات أكسجين (واحدة من كل ربيطة خلات) على شكل مربع، وجزيء ماء في الموقع المحوري، بالإضافة إلى ذرة الكروم الأخرى. بالتالي فإن لكل ذرة كروم بنية جزيئية ثمانية الوجوه. يتميز مركب خلات الكروم الثنائي بأن نوع الرابطة فيه من نوع خاص وهي الرابطة الرباعية، والتي تكون بين ذرتي الكروم في المعقد.
هذه البنية تلاحظ أيضاً في مركب خلات الروديوم الثنائي Rh2(OAc)4(H2O)2 وخلات النحاس الثنائي Cu2(OAc)4(H2O)2، على الرغم من أن هذين المركبين لا تكون الرابطة M-M فيهما قصيرة.
تنشأ الرابطة الرباعية بين ذرتي الكروم من تراكب أربعة مدارات ذرية من النمط d من كل ذرة مع مقابلاتها في الذرة الأخرى، بحيث أن مدرات z2 تتراكب لتعطي رابطة سيغما، أما مدارات xz و yz تتراكب لتعطي رابطتي باي، أما مدارات xy تتراكب لتعطي رابطة دلتا. مما يؤكد وجود الرابطة الرباعية في المركب هو انخفاض العزم المغناطيسي بين ذرتي الكروم بالإضافة إلى قصر المسافة بين الجزيئية Cr-Cr والتي تبلغ 236.2±0.1 بيكومتر، والتي يمكن أن تصل إلى 184 بيكومتر في حال غياب الربيطات المحورية، أو باستبدال ربيطات نيتروجينية ذات توزع إلكتروني مشابه (isoelectronic) بربيطات الخلات.

## التاريخ
يعد إيوجين بليغو Eugène-Melchior Péligot أول من ذكر مركب خلات الكروم وذلك عام 1844، وعرّفه بأنه عبارة عن ثنائي الوحدات. أما البنية فقد كشفت لأول مرة عام 1951.

## التحضير
يحضر خلات الكروم الثنائي أولاً باختزال الكروم الثلاثي في أحد مركباته إلى الكروم الثنائي باستخدام فلز الزنك. يعالج المحلول الأزرق الناتج بمركب خلات الصوديوم مما يؤدي إلى حدوث تفاعل ترسيب حيث يترسب خلات الكروم من المحلول على شكل مسحوق أحمر آجري.
2 Cr3+ + Zn → 2 Cr2+ + Zn2+
2 Cr2+ + 4 OAc- + 2 H2O → Cr2(OAc)4(H2O)2
بما أن المركب حساس للهواء لذا يجب تخزينه تحت غاز خامل، وإلا فإنه سييحدث تغير لوني بسبب الأكسدة.
يمكن تحضير خلات الكروم الثنائي بطريقة ثانية وذلك باستخدام الكروموسين:
4 HO2CR + 2 Cr(C5H5)2 → Cr2(O2CR)4 + 4 C5H6
نحصل بهذه الطريقة على خلات الكروم الثنائي بالشكل اللامائي، بالإضافة إلى حلقي البنتاديين.

## الاستخدامات
يستخدم مركب خلات الكروم الثنائي في مجال الكيمياء العضوية من اجل نزع الهالوجينات من المركبات العضوية مثل α-برومو الكيتونات ومركبات كلوروهدرين. كما يستخدم كحفاز في بعض تفاعلات الكوثرة.